# 5666 (année hébraïque)
5666 (hébreu : ה'תרס"ו , abbr. : תרס"ו) est une année hébraïque qui a commencé à la veille au soir du 30 septembre 1905 et s'est finie le 19 septembre 1906. Cette année a compté 355 jours. Ce fut une année simple dans le cycle métonique, avec un seul mois de Adar. Ce fut la troisième année depuis la dernière année de chemitta.

## Calendrier
Ce calendrier hébraïque de l'année 5666 donne les correspondances avec les dates du calendrier grégorien.
Le premier nombre dans chaque case correspond au jour du mois hébraïque. Les jours en couleurs sont des jours remarquables juifs .
| ◄◄ | 5666 | ►► |

## Événements
- Pogrom de Bialystok

## Naissances
- Emmanuel Levinas
- Zerach Warhaftig

## Décès
5661 - 5662 - 5663 - 5664 - 5665 - 5666 - 5667 - 5668 - 5669 - 5670 - 5671